# F-Haus

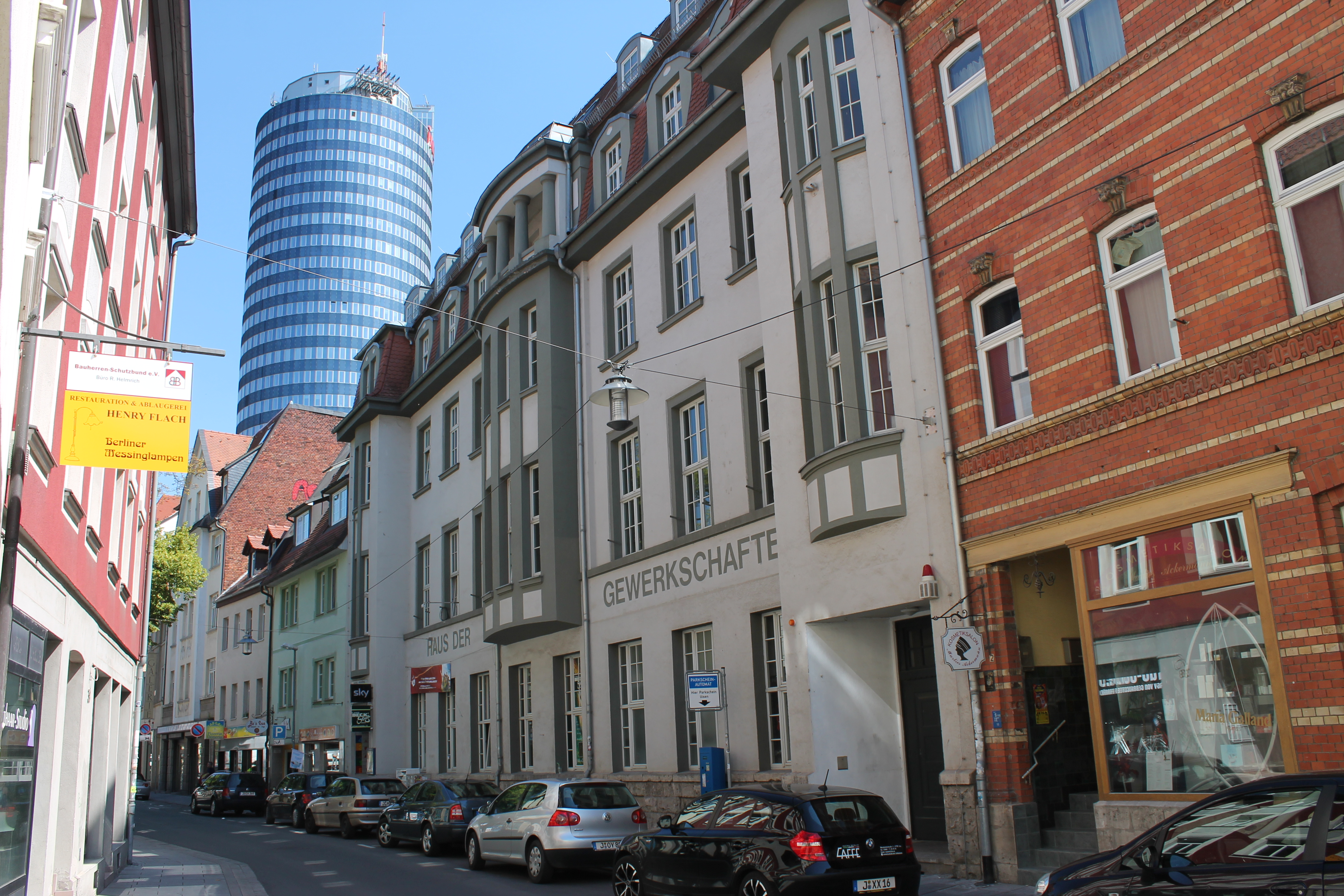
Ansicht vom Johannisplatz

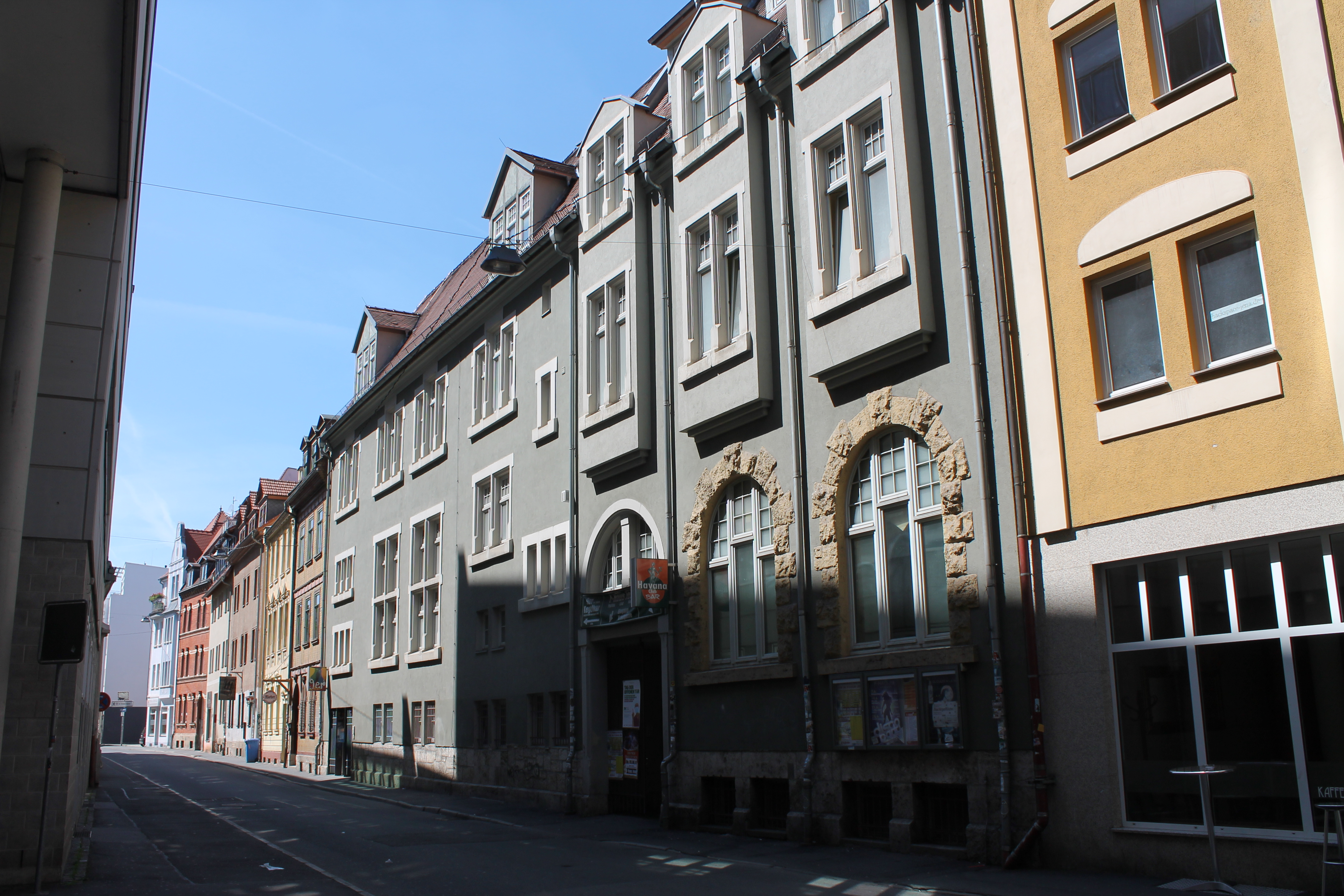
Ansicht aus der Krautgasse

Das F-Haus ist ein als Veranstaltungsstätte und Gasthaus genutztes Kulturdenkmal in Jena.

## Geschichte

Inneneinrichtung im Jahr 1914

Ein Gasthaus befindet sich an dieser Stelle vermutlich bereits seit dem 18. Jahrhundert. So musste der Gastwirt des Löwen, Johann Christian Walter, nach einem Skandal um falsch geeichte Bierkrüge im Jahr 1731, wie viele andere Jenaer Gastwirte auch, unter Strafandrohung im Rathaus Besserung geloben. Ab dem Jahr 1874 existieren Bauakten, die an der Stelle des heutigen F-Hauses ein Gasthaus Zum gelben Löwen belegen.
Durch das Wachstum der Unternehmen Zeiss und Schott nahm zum Ende des 19. Jahrhunderts in Jena auch die Organisation der Arbeiter in Gewerkschaften zu. Ab 1895 nahmen sie Umbauten an dem Gebäude vor. Sie errichteten 1895 eine heute noch bestehende Kegelbahn, Büros und Gästezimmer und modernisierten die Fassade, die große Buchstaben erhielt. 1906 folgte der Bau des Saals mit Bühne, 1912 wurde das Dachgeschoss umgebaut und die Fassade nochmals umgestaltet, sie erhielt anstelle der Schrift im Jugendstil eine schlichtere Beschriftung. Der Bauhauskünstler Walter Dexel stattete das Gebäude 1928 mit einer Leuchtreklame aus.
Am 2. Mai 1933 wurden die Gebäude der Deutschen Gewerkschaften von der SA besetzt und die Gewerkschaften gleichgeschaltet. Ihr Vermögen wurde auf die nationalsozialistische Massenorganisation Deutsche Arbeitsfront (DAF) übertragen. Diese bezog auch das Gebäude in Jena und benannte es nach dem NSDAP-Reichstagsabgeordneten und DAF-Funktionär Friedrich Triebel in Fritz-Triebel-Haus um. Die Gaststätte im Erdgeschoss bekam den Namen Biertunnel Schnapphans bzw. Zum Schnapphans.
Ab 1946 erhielt das Gebäude vorübergehend wieder die Bezeichnung Gewerkschaftshaus zum Löwen. Jedoch wurde 1949 die Fassade durch DDR-Baukommandos erneut umgestaltet und insbesondere Verzierungen entfernt. Das Gebäude erhielt nun den Namen FDGB-Haus, wodurch sich die bis heute übliche umgangssprachliche Bezeichnung F-Haus ableitete.

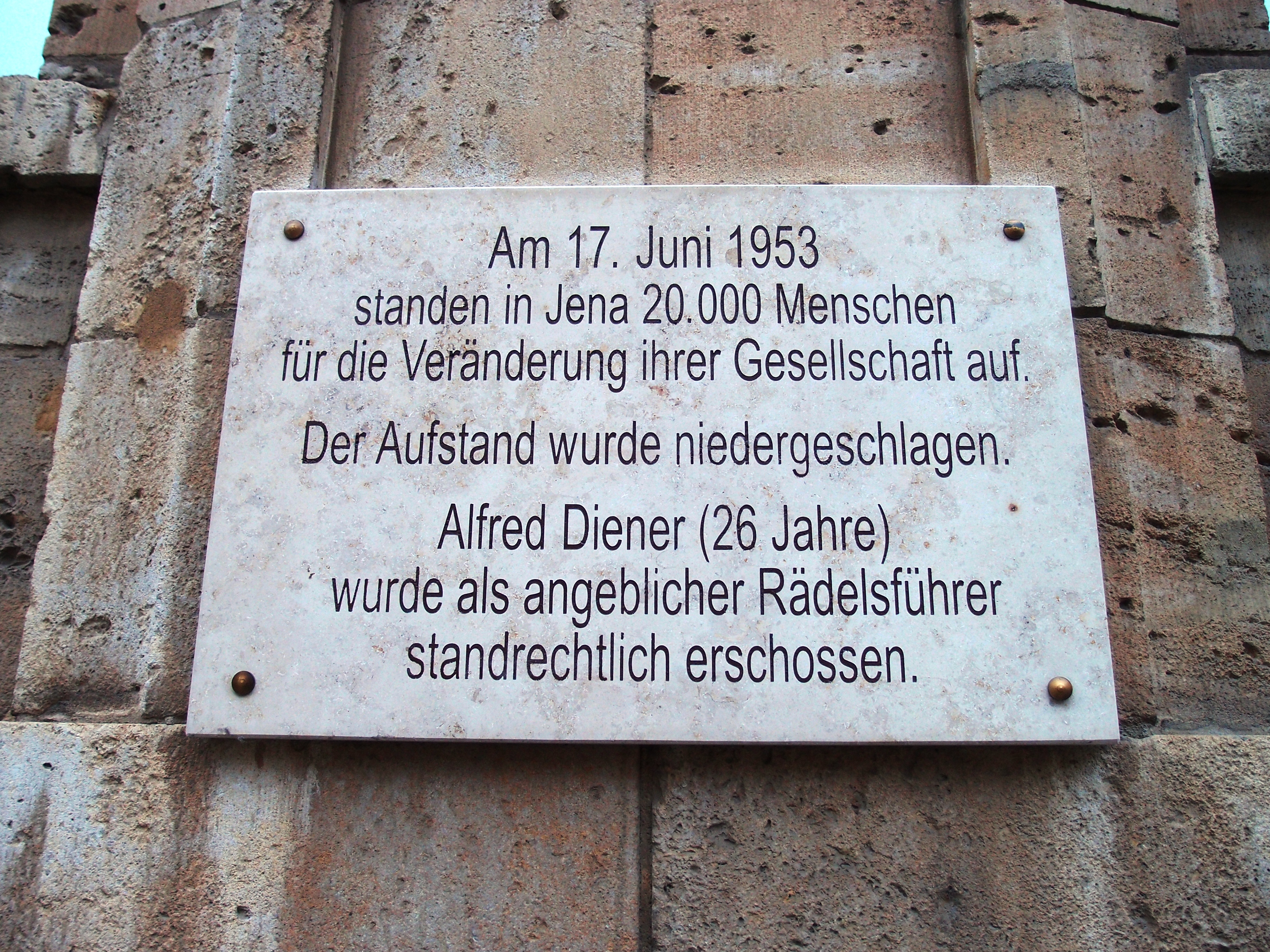
Gedenktafel am Holzmarkt

Beim DDR-Arbeiteraufstand vom 17. Juni 1953 wurde das Gebäude von streikenden Arbeitern gestürmt und darin befindliches Papier auf den vor dem Gebäude befindlichen Johannisplatz geworfen. An dem Aufstand beteiligten sich in Jena insgesamt ca. 20.000 Menschen, der 26-jährige Jenaer Schlosser Alfred Diener wurde am nächsten Tag als Rädelsführer hingerichtet.
Das Gebäude beherbergte in der Folgezeit eine Gaststätte der staatlichen HO. Dieser war wiederum als Zweigstelle die HO-Gaststätte Cosmetica (vormals Kaffee Kempte) in der Dornburger Straße 143 untergeordnet.
Von 1967 bis 1972 diente das F-Haus als Selbstbedienungsgaststätte für die Arbeiter der Errichtung des heutigen JenTowers. Zwar wurde das Restaurant von den staatlichen Stellen, die die Gaststättenpreise festlegten, anschließend wieder von der qualitativ geringwertigen Preisstufe 2 in die durchschnittliche Preisstufe 3 angehoben. Jedoch hatte das Restaurant dann mit hygienischen Mängeln in Küche und Sanitärbereichen zu kämpfen, sodass es um 1984 geschlossen wurde. Vorübergehend wurde die Einrichtung vermutlich aus Mangel an Alternativen noch einmal reaktiviert, um das Vorbereitungskomitee zur 750-Jahr-Feier Jenas im Oktober 1986 aufzunehmen.
Anfang 1990 wurden die roten Buchstaben FDGB-Haus wieder entfernt. Heute trägt das im Besitz der Ernst-Abbe-Stiftung befindliche Gebäude die Inschrift Haus der Gewerkschaften. Der Jenaer Gastronom Steffen Bernhardt (Spitzname „Alf“) betreibt das Gebäude seit 1999 unter dem Namen F-Haus als Veranstaltungsort.

## Denkmalschutz
Aus architektonischen und stadtgeschichtlichen Gründen ist das Bauwerk ein Kulturdenkmal.